# Six de trèfle
Le six de trèfle (6♣) est une des cartes à jouer traditionnelles en Occident. Elle apparaît dans les jeux de 52 cartes et dans certains jeux de tarot, mais pas dans les jeux de 32 cartes. Il s'agit d'une valeur dont l'enseigne est le trèfle. C'est donc d'une carte de couleur noire.

## Symbole Unicode
Le six de trèfle fait l'objet d'un encodage Unicode :
- U+1F0D6 🃖 playing card six of clubs (HTML : &#127190;)